# Цэнгэлтийн Жигжиджав
Цэнгэлтийн Жигжиджав (монг. Цэнгэлтийн Жигжиджав; 1894 — 22 мая 1933) — монгольский политик, Председатель Совета Министров МНР с 1930 по 1932 год.

## Биография
Жигжиджав родился на территории современного сомона Халзан аймака Сухэ-Батор. В 1924 году окончил школу бухгалтерского учёта Министерства финансов. В том же году вступил в МНРП, в 1925 году став бухгалтером в Монгольском Центральном Кооперативе (Монценкоопе). В 1928 году был избран председателем Генерального Комитета Монгольского Центрального Кооператива.
Впоследствии Жигжиджав становится членом Президиума Центрального Комитета МНРП и Малого Государственного Хурала. 27 апреля 1930 года был назначен на пост премьер-министра. Некоторые исследователи утверждают, что Жигжиджав был лишь исполняющим обязанности премьер-министра, другие же утверждают, что он был полноправным премьер-министром. Монгольское правительство придерживается последней точки зрения.

## Восстание 1932 года
Восстание вспыхнуло 11 апреля 1932 года в монастыре Хялганат сомона Рашаант аймака Хувсгел, когда группа лам, недовольных жёсткими преследованиями монашества и уничтожением монастырей, оккупировала несколько административных центров, и быстро распространилось на близлежащие монастыри, в ближайшее время охватив ещё четыре аймака на северо-западе страны. Волнения (в том числе и на востоке страны) продлились вплоть до октября того же года. Однако крупнейшие очаги восстания были жестоко подавлены Монгольской Народной Армией уже к июлю 1932 года (вмешательство советских вооружённых сил в конфликт спорно).
Поражённый размахом восстания, Сталин одобрил временную отсрочку планов строительства социализма в Монголии. На Третьем Съезде МНРП (29—30 июня 1932 года) лидеры левых политиков были обвинены в создании условий, которые привели к мятежу. Несколькими дней позже, 2 июля 1932 года Жигжиджав, будучи одним из известных «левых уклонистов», был лишён всех своих должностей.
В 1932 году Жигжиджав был назначен министром торговли и развития коммуникаций, и занимал этот пост вплоть до свой смерти 22 мая 1933 года. Обстоятельства смерти Жигжиджава остаются неясными. Его застрелили в своём доме на окраине Улан-Батора. После смерти он был обвинён в «контрреволюционных преступлениях» и с его именем было связано дело Лхумбэ.